# Nieuwerkerk aan den IJssel vasútállomás
Nieuwerkerk aan den IJssel vasútállomás vasútállomás Hollandiában, Zuidplas községben, Nieuwerkerk aan den IJssel településen.

## Vasútvonalak
Az állomást az alábbi vasútvonalak érintik:
- Utrecht–Rotterdam-vasútvonal

## Kapcsolódó állomások
A vasútállomáshoz az alábbi állomások vannak a legközelebb:
- Gouda vasútállomás (északkelet)
- Capelle Schollevaar vasútállomás (délnyugat)